# Prince Edward Island Route 2
Die Route 2 in der kanadischen Atlantikprovinz Prince Edward Island verläuft in West-Ost-Richtung durch beinahe die gesamte Insel. Die Route hat eine Länge von 218 km.

## Streckenverlauf
Die Route zweigt bei Tignish von Route 12 ab. Auf dem ersten Streckenabschnitt verläuft der Highway in südlicher Richtung, dabei kreuzt er mehrfach die Route 12, die den nordwestlichen Teil der Insel erschließt. Bei Wellington schwenkt der Highway nach Osten. Die Route verläuft nördlich an Summerside vorbei und durchquert damit die engste Stelle der Insel in Nord-Süd-Richtung. Die Strecke führt durch Kensington und von dort aus nach Charlottetown. Dort trifft die Route auf den Trans-Canada Highway, der als Route 1 durch die Provinz führt. Über eine Strecke von ca. 3 km führen bei Routes nach Osten, bis Route 2 nach Nordosten hin abzweigt. Die Route verläuft dann entlang der Richtung des Hillsborough Rivers. Bei St. Peters schwenkt die Strecke wieder ostwärts und verläuft an Souris vorbei. Dort endet die Route und setzt sich als Route 16 fort.